# Красное мясо

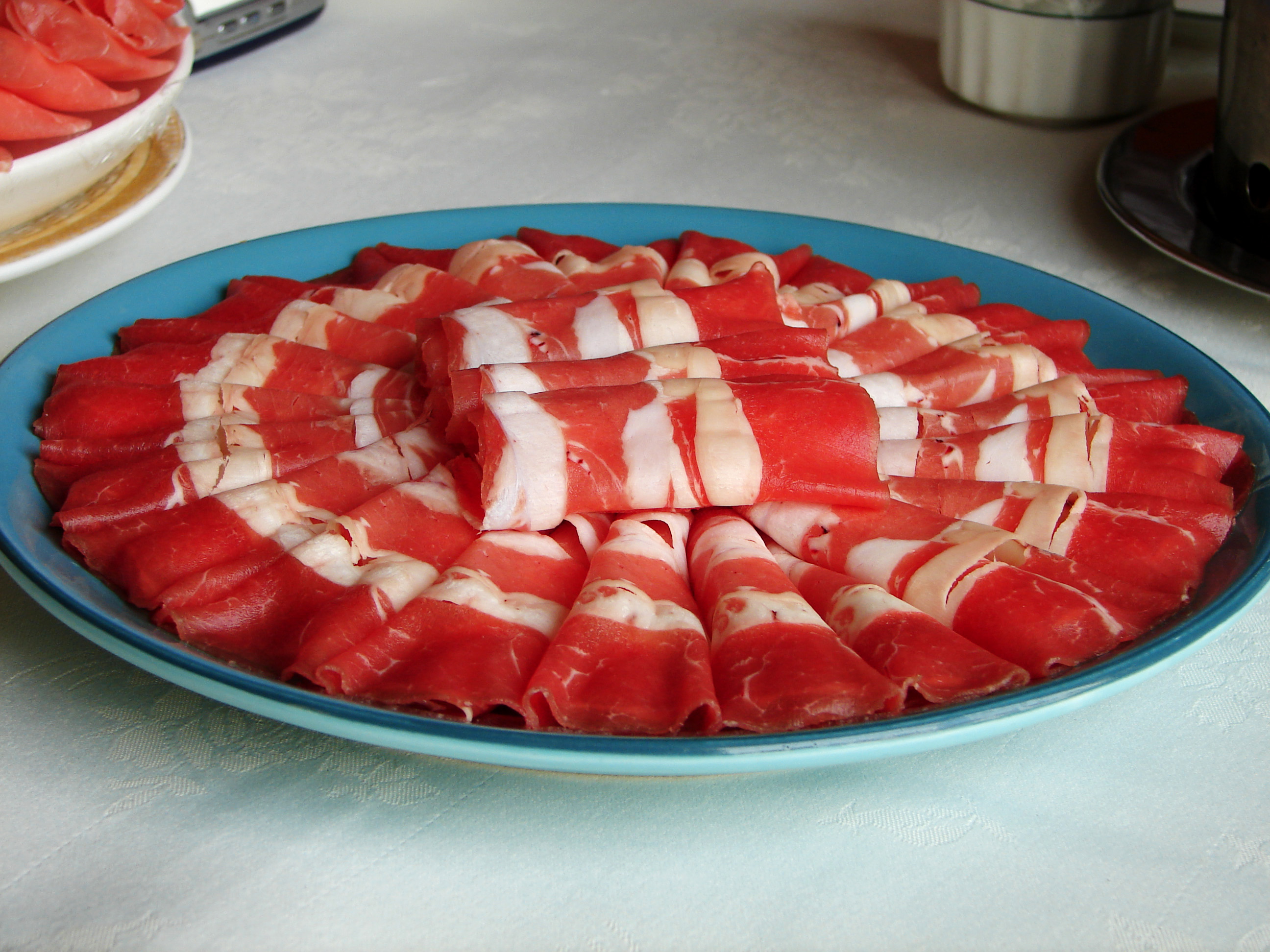
Тонконарезанная говядина

Красное мясо — мясо млекопитающих и птиц, имеющее красные оттенки из-за наличия белка миоглобина.

## Содержание веществ
| Мясо             | Миоглобин   | Категория мяса |
| ---------------- | ----------- | -------------- |
| Куриная грудка   | 0,005 %     | Белое мясо     |
| Куриное бёдрышко | 0,18—0,20 % | Тёмное мясо    |
| Баранина         | 0,4—0,7 %   | Красное мясо   |
| Свинина          | 0,10—0,30 % | Красное мясо   |
| Телятина         | 0,10—0,30 % | Красное мясо   |
| Говядина         | 0,40—1,00 % | Красное мясо   |
| Старая говядина  | 1,50—2,00 % | Красное мясо   |

Красное мясо содержит большое количество железа, цинка и фосфора, креатина и витаминов (ниацин, витамин B12, тиамин и рибофлавин). Красное мясо является богатым источником липоевой кислоты. Красное мясо содержит небольшие количества витамина D.

## Канцерогенность
Согласно пресс-релизу Международного агентства по изучению рака при Всемирной организации здравоохранения, красное мясо отнесено к категории «скорее всего канцерогенных продуктов». Однако выводы, сделанные в исследованиях, на основе которых было сделано это заявление, в дальнейшем не были подтверждены другими исследованиями.